# Lake Elmo
Lake Elmo är en ort i Washington County i Minnesota. Vid 2020 års folkräkning hade Lake Elmo 11 335 invånare.